# 木塚忠助

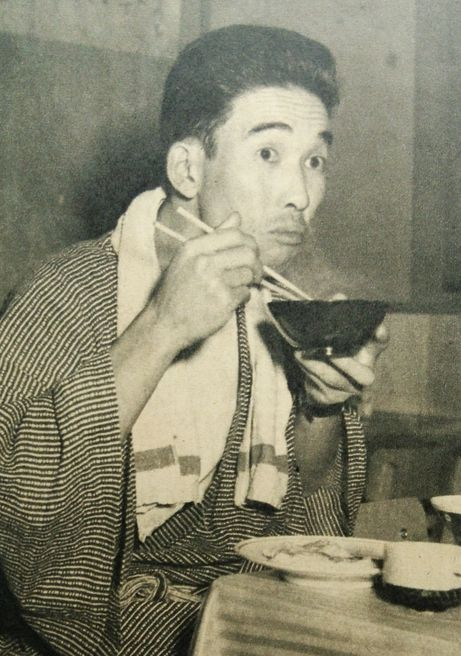

木塚忠助（1924年4月23日—1987年12月16日）為日本的棒球選手，出生於佐賀縣唐津市。他曾效力於日本職棒福岡軟體銀行鷹等，1959年退休，生涯通算42支全壘打。